# مخشاب
المِخْشَاب (الاسم العلمي Xylometer)، هو جهاز يستعمل في تعيين حجم قطعة من خشب غير مستقيمة. وذلك بقياس كمية الماء  التي ترحلها تلك القطعة.